# Las Cuatro Brujas
Las Cuatro Brujas es un conjunto musical chileno de gran éxito en Chile, América y Europa en las décadas de los 60 y 70.
Fueron junto a Los Cuatro Cuartos las iniciadoras del movimiento llamado "Neofolclore" revolucionaron el acontecer musical chileno. Era insólito que en las radios después de un disco de The Beatles se escuchara una sirilla o una refalosa.

## Inicios

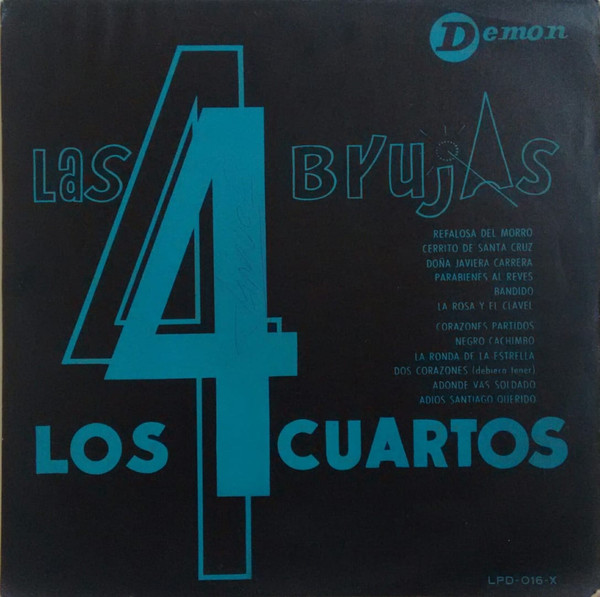
Carátula de Las 4 Brujas y Los 4 Cuartos cantan arreglos vocales de Chino Urquidi.

En 1963 Paz Undurraga y su esposo Luis Urquidi deciden formar un nuevo grupo musical, Paz les entrega el nombre de Las Cuatro Brujas al resto de las integrantes, para que continuaran con el conjunto. Se busca otra primera voz de gran calidad, la de Mireya Verdugo, pero surgen algunos problemas y el conjunto se termina, alcanzando a grabar solo algunas canciones. Paz integra el conjunto de Los Bric a Brac desde 1967 hasta principios de 1971, como Primera voz femenina.
Es importante destacar el apoyo del conjunto a Violeta Parra; desalentada por el escaso reconocimiento en el país emigra a París, de donde vuelve al saber del éxito que están teniendo sus canciones, en las voces de Las Cuatro Brujas. Se reúne con ellas en la casona de la calle Carmen 340, conocida como La Peña de los Parra, allí premunida de una vieja grabadora y en la presencia de sus hijos Ángel e Isabel, les entrega algunos temas inéditos que Paz guarda celosamente hasta 1987 (fecha en que se cumplen veinte años de la muerte de Violeta), y que junto a Las Cuatro Brujas le dedica un CD completo a la fallecida compositora.

## Años 1980
En la década del 80 se reagrupan las Cuatro Brujas y el conjunto gana el premio al mejor intérprete en el Festival de Viña de Mar de 1989 ("Rin para enamorarse" de Scottie Scott). Graban un CD en 1987 con canciones de Violeta Parra, algunas inéditas de la autora. Es magistral la interpretación que hacen de Gracias a la Vida ("Guitarreando la Parra" Sony Music), donde se puede apreciar la gran calidad vocal y la excelente y original interpretación de esta conocida canción de Violeta Parra. 
Nos dan la sorpresa en 1996 al grabar un nuevo casete ("Vuela el Folklor" Maconfa Producciones 1996) con las integrantes iniciales de Las Cuatro Brujas. Vale la pena escuchar la original interpretación que hacen de "Sí vas para Chile" (Chito Faró) y de "El Amor Escondido" (Francisco Flores del Campo).
En 1999, Canal 13 toma la concesión del Festival de la Canción de Viña del Mar, y como forma de celebrar los 40 años del festival, se decidió que en la competencia internacional y folclórica de la versión del año 2000, estuvieran las mejores canciones que hayan participado en el festival. Por eso, para las canciones chilenas, se organizó una preselección donde participaron 10 canciones, que fueron consideradas las más emblemáticas de la historia del festival. Entre ellas, estaba el tema "La burrerita", del autor Sofanor Tobar, ganadora en 1966; que en dicha ocasión fue defendida por Las Cuatro Brujas.

## Del 2000 en adelante
El 16 de septiembre de 2001 se les vio a Las Cuatro Brujas, Los Cuatro Cuartos y Pedro Messone en el programa "Venga Conmigo" de Canal 13, interpretando dos canciones de Violeta Parra ("Ven acá regalo mío" y "Parabienes al revés"). En reemplazo de María Elena Infante, las acompañó una vez más Alicia Puccio (con ella se han presentado en todas las ocasiones en el Festival de Viña del Mar).
En enero del 2002 participaron en el Festival del Huaso de Olmué (Quinta Región), cantando Las Cuatro Brujas junto a Los Cuatro Cuartos y Pedro Messone. En agosto se presentaron en el Casino de Viña del Mar. En los meses siguientes, en diferentes presentaciones a largo del país y en Santiago: en el Centro de Extensión de la Universidad Católica y en el Club de la Municipalidad de Providencia, en el exParque Intercomunal de La Reina, hoy Parque Padre Hurtado y en otros lugares.
Hay grabaciones religiosas de Las Cuatro Brujas donde las canciones, las voces y los videos han sido muy exitosos: "Villancico de Puquillay" y "Señora Doña María".
Las Cuatro Brujas se presentaron en muchos escenarios durante las Fiestas Patrias 2007. Gran éxito de público en cada una de sus presentaciones, incluyendo Talagante, sintieron una vez más, el inmenso reconocimiento y cariño del público; en octubre, se presentaron en el importante casino de la ciudad de Iquique, como siempre éxito total. El conjunto desde el 2007 ha tenido gran éxito en Youtube con la canción de su último CD "Si vas para Chile", un éxito total y alabanzas de todas partes del mundo.
Durante los años posteriores siguen con sus presentaciones en distintos escenarios a lo largo de todo el país. El cuarteto con solo dos de sus integrantes originales se encuentra plenamente activo hasta el día de hoy.
La muerte de Paz Undurraga en 2019 puso el punto final a la historia femenina del Neofolklore, hasta hoy considerada una de las más brillantes de ese momento del folclor chileno.

## Integrantes
- Paz Undurraga (1963 – 1967 / 1986 – 2019).
- María Cristina Navarro (1963 – 1969 / 1986 – •).
- María Elena Infante (1963 – 1969 / 1986 – •).
- María Edith Casanova (1963 – 1965 / 1986– •).
- María Teresa Maino (1965 – 1969).
- Mireya Verdugo (1967 – 1969).
- Alicia Puccio.
- Margarita María Cruz

## Discografía

### Las Cuatro Brujas EP (1964, sello Demon)[7]
1. - Río de sueños.
2. - Cerrito de Santa Cruz.
3. - El clavel y la rosa.
4. - Amarraditos.
5. - Changuito cañero.
6. - Parabienes al revés.

### El retorno de las brujas (1965, Demon)[8]
1. - Cuando vuelvas.
2. - Changuito cañero.
3. - A dónde vas soldado.
4. - Río de sueños.
5. - Collar de caracolas.
6. - La rosa y el clavel.
7. - Mi abuela bailó sirilla.
8. - Ven acá regalo mío.
9. - La ronda de la estrella.
10. - Parabienes al revés.
11. - Refalosa de las brujas.
12. - Corazones partidos.

### Todo el folklore Vol. 2 (1966, sello Demon)[9]
- Lado A:

1. - Cuartetas por diversión ⎯ Isabel y Ángel Parra.
2. - El cigarrito ⎯ Víctor Jara.
3. - La noche ⎯ Las Voces Andinas.
4. - Arranca, arranca ⎯ Isabel Parra.
5. - El pelusa ⎯ Ángel Parra y su guitarra.
6. - Eres la novia del viento ⎯ Los 4 de Chile.

- Lado B:

1. - Muy triste ⎯ Las Cuatro Brujas.
2. - La cocinerita ⎯ Víctor Jara.
3. - A la madre ⎯ Los 4 de Chile.
4. - Cachimbo ⎯ Isabel y Ángel Parra.
5. - Vai Peti Nehe Nehe ⎯ Patricio Manns.
6. - Yo vengo de San Rosendo ⎯ Los Gatos.

- Reeditado en España en 1976 bajo el título: El cantar tiene sentido. Vol.

### Inolvidables (1974, sello Arena)[10]
- Los Cuatro Cuartos:

1. - La batalla de la Concepción.
2. - La tierra ajena.
3. - Qué bonita va.
4. - El arrayán.
5. - El manco de Amengual.
6. - Refalosa del adiós.
7. - Mandame quitar la vida.

- Las Cuatro Brujas:

1. - La Pincoya.
2. - Mi abuela bailó sirilla.
3. - Muy triste.
4. - Refalosa de la brujas.
5. - Río de sueños.
6. - Cuando vuelvas.
7. - Ven acá, regalo mío.

### El retorno de las brujas las cuatro brujas (1965, sello Demon)[11]
1. - Cuando vuelvas.
2. - Changuito cañero.
3. - A dónde vas soldado.
4. - Río de sueños.
5. - Collar de caracolas.
6. - La rosa y el clavel.
7. - Mi abuela bailó sirilla.
8. - Ven acá regalo mío.
9. - La ronda de la estrella.
10. - Parabienes al revés.
11. - Refalosa de las brujas.
12. - Corazones partidos.

### Ritmo de la Juventud. Vol. 3 (1996, Sony Music)[12]
Parte de una colección de 12 volúmenes, con una selección de música de la Nueva Ola y el neofolclore.
1. - Víctor Jara – El cigarrito.
2. - Isabel y Ángel Parra – El curanto.
3. - Voces Andinas – La noche.
4. - Illapu – Candombe para José.
5. - Los Cuatro De Chile – Yo vendo unos ojos negros.
6. - Ángel Parra – El sacristán vivaracho.
7. - Las Cuatro Brujas – Mi abuela bailó sirilla.
8. - Rolando Alarcón – Parabién de la paloma.
9. - Los Cuatro Cuartos – Dos corazones.
10. - Isabel Parra – La jardinera.
11. - Patricio Manns – El andariego.
12. - Santiago 4 – La risa, la vida.
13. - Los Curacas – Caliche.
14. - Violeta e Isabel Parra – Ven acá, regalo mío.
15. - Trombones Para El Folklor – Cachimbo.
16. - Los Cuatro Cuartos – Adiós, Santiago querido.

### Guitarreando La Parra (1987, Reeditado como CD en 1998, selloSony Music)
1. - Como es que llegué a París.
2. - Gracias a la vida.
3. - La chiquillona.
4. - Felicitación de cumpleaños.
5. - Mañana me voy pa'l norte.
6. - Volver a los 17.
7. - Ingrato bien sabes.
8. - Ven acá regalo mío.
9. - Parabienes al revés.
10. - Tonada de las brujas.

### Cuatro Brujas / Cuatro Cuartos (2002, Sonotec)[13]
1. - Los viejos estandartes.
2. - Ingrato bien sabes.
3. - El huaso Beras.
4. - Que se vengan los chicos.
5. - Los boteros de Iquique.
6. - La chiquillona.
7. - Cantando, cantando.
8. - Flor de la canela.
9. - Ende que te vi.
10. - Felicitaciones de cumpleaños.
11. - Himno a la alegría.
12. - Palomitas blancas.

### Lo mejor de Las Cuatro Brujas (2009, Discos CNR)[14]
1. - Cuando vuelvas.
2. - Changuito cañero.
3. - Adonde vas soldado.
4. - Río de sueños.
5. - Collar de caracolas.
6. - La rosa y el clavel.
7. - Mi abuela bailó sirilla.
8. - Ven acá regalo mío.
9. - La ronda de la estrella.
10. - Parabienes al revés.
11. - Refalosa de las brujas.
12. - Corazones partidos.
13. - Cerrito de Santa Cruz.